# The Big Red One
The Big Red One —conocida como El escuadrón Gran Rojo en Hispanoamérica y Uno Rojo, división de choque en España—, es una película bélica de 1980 escrita y dirigida por Samuel Fuller y protagonizada por Lee Marvin y Mark Hamill.

## Argumento
En noviembre de 1918, un soldado estadounidense (Lee Marvin), usando su cuchillo de trinchera, mata a un soldado alemán, que se acercaba con los brazos en alto y hablando en alemán. Cuando regresa a la sede de su compañía, le dicen al soldado que "la guerra había terminó hace cuatro horas".
En noviembre de 1942, el soldado, ahora sargento del Big Red One, dirige a su escuadrón de soldados de infantería por el Norte de África durante la Operación Torch, donde inicialmente son recibidos a balazos por un general francés de Vichy, que luego es dominado por sus propios hombres y que son leales a la Francia libre. Durante los próximos dos años, el escuadrón sirve en campañas de Sicilia, donde reciben datos inteligencia de Matteo (Matteo Zoffoli), quien les informó la ubicación de un tanque Tigre I que capturan y más adelante son agasajados por las agradecidas mujeres sicilianas que liberaron, Omaha Beach al comienzo del Campaña de Normandía, la liberación de Francia, donde luchan contra los alemanes dentro de un manicomio, y la invasión del occidente de Alemania.
La contraparte alemana del sargento es Schroeder (Siegfried Rauch), quien participa en muchas de las mismas batallas y muestra una lealtad despiadada hacia Hitler y Alemania. En diferentes momentos, él y el sargento expresan el mismo sentimiento de que los soldados matan porque es su deber, pero no son asesinos.
Durante el avance por el norte de Francia, el escuadrón cruza el mismo campo donde el sargento mató al alemán que se rindió en 1918, donde se encuentra el mismo monumento de un crucifijo de madera.
La acción final del escuadrón en la guerra es la liberación del campo de concentración de Falkenau en Checoslovaquia. Poco después de esto, el sargento está en un bosque por la noche, después de haber enterrado a un niño con el que se había encariñado antes de liberar el campo. Schroeder se acerca, intentando rendirse, pero el sargento lo apuñala. Luego llega su escuadrón y le informa que "la guerra ha terminado hace cuatro horas". Esta vez, mientras el escuadrón se aleja el soldado Griff (Mark Hamill), se da cuenta de que Schroeder todavía está vivo; el sargento y sus hombres trabajan frenéticamente le dan los primeros auxilios para salvar su vida mientras regresan a su campamento.

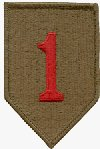
Parche de la 1a. División de Infantería del Ejército de los Estados Unidos.

## Elenco
- Lee Marvin es el sargento.
- Mark Hamill es el soldado Griff.
- Robert Carradine es el soldado Zab.
- Bobby Di Cicco es el soldado Vinci.
- Kelly Ward es el soldado Johnson.
- Siegfried Rauch es el sargento Schroeder.
- Marthe Villalonga es Madame Marbaise.
- Stéphane Audran es Walloon, la partisana.
- Perry Lang es el soldado Kaiser.
- Matteo Zoffoli es Matteo, el niño siciliano.

## Influencia en otros medios
En 2005 las ilustres batallas de esta película fueron usadas para representar los escenarios de juego europeos en el videojuego Call of Duty 2: Big Red One.